# Musikjahr 1767
Liste der Musikjahre

◄◄ | ◄ | 1763 | 1764 | 1765 | 1766 | Musikjahr 1767 | 1768 | 1769 | 1770 | 1771 | ► | ►►

Weitere Ereignisse
Dieser Artikel behandelt das Musikjahr 1767.

## Ereignisse

### Die Mozarts
- 12. März: Wolfgang Amadeus Mozarts erstes Bühnenwerk, das Singspiel Die Schuldigkeit des ersten Gebots wird im Rittersaal der Salzburger Residenz uraufgeführt. Das Libretto stammt von Ignatz Anton von Weiser. Der zweite Teil, der von Michael Haydn stammt, wird am 19. März, der dritte Teil von Anton Cajetan Adlgasser am 26. März uraufgeführt. Mozarts im Auftrag des Salzburger Fürstbischofs Sigismundus Christoph von Schrattenbach entstandenes Werk steht stilistisch dem Oratorium näher als der Oper, die Partitur des Elfjährigen weist weitreichende Hilfen des Vaters Leopold Mozart auf.
- 13. Mai: Die Uraufführung von Mozarts zweitem Bühnenwerk Apollo et Hyacinthus erfolgt in der Aula der Universität Salzburg. Das Libretto stammt von Rufinus Widl.
- 00. September: Leopold Mozart unternimmt mit seinen Kindern Nannerl und Wolferl eine weitere Reise nach Wien. Um der dort grassierenden Pockenepidemie zu entgehen, reisen sie nach Brünn und Olmütz weiter, doch im Oktober erkranken auch die beiden Kinder.

### Weitere Uraufführungen

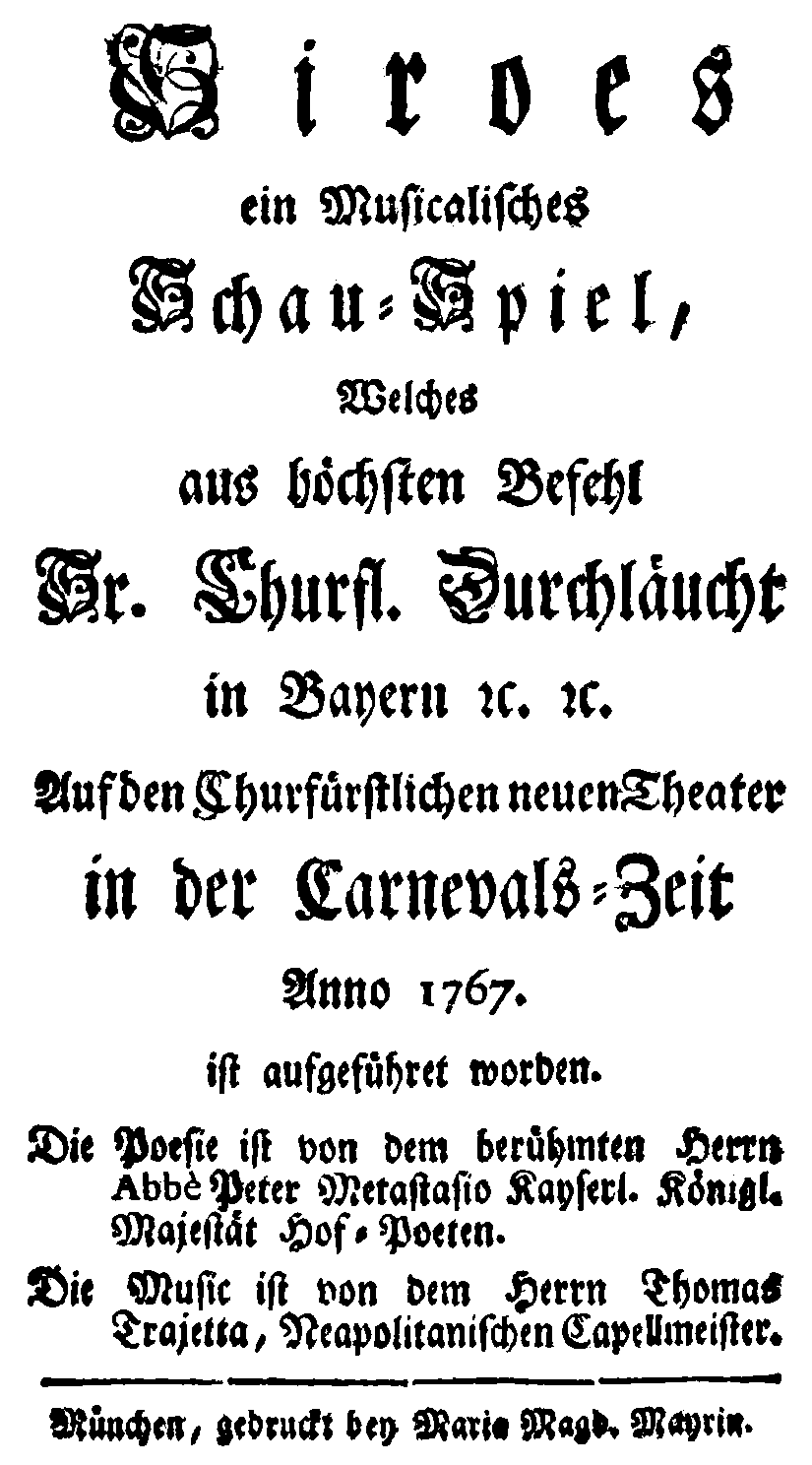
Il Siroe in München

- Januar/Februar: Das Libretto Ezio von Pietro Metastasio hat seine Uraufführung in der Vertonung von Ferdinando Bertoni am Teatro San Benedetto in Venedig sowie in der Vertonung von Felice Alessandri am Teatro Filarmonico di Verona. Am Hoftheater in München wird überdies Tommaso Traettas Il Siroe, eine Vertonung eines anderen Metastasio-Librettos, uraufgeführt.
- 14. Februar: Die von Voltaire bevorzugte Vertonung seines Librettos Pandore wird am Théâtre des Menus-Plaisirs uraufgeführt. Eine weitere Aufführung folgt im privaten Theater Voltaires in Ferney.
- 24. April: Die komische Oper Lottchen am Hofe von Johann Adam Hiller hat ihre Uraufführung am wenige Monate zuvor eröffneten Theater auf der Ranstädter Bastei in Leipzig.
- 26. April: Am Burgtheater in Wien erfolgt die Uraufführung der Oper L’amore artigiano (Handwerkerliebe) von Florian Leopold Gassmann, die bald in ganz Europa aufgeführt wird.
- 20. Juni: Die Uraufführung der komischen Oper Toinon et Toinette von François-Joseph Gossec findet an der Comédie Italienne in Paris statt.
- 05. September: Johann Gottlieb Naumanns Oper Achille in Sciro mit Libretto von Pietro Metastasio hat ihre Uraufführung am Teatro di Santa Cecilia in Palermo.

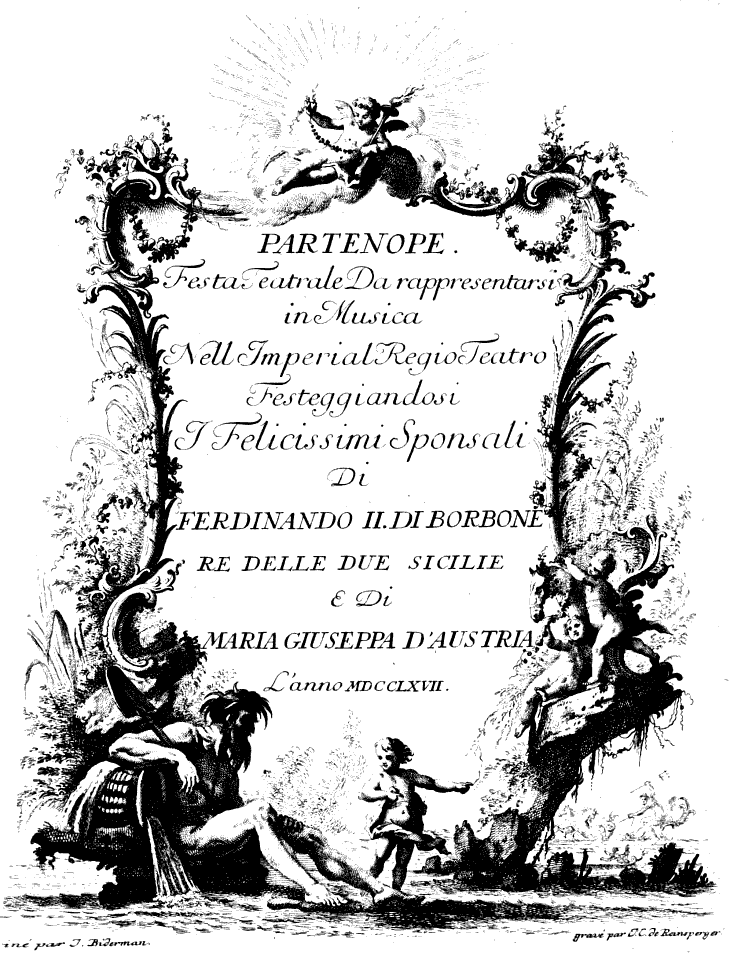
Partenope, Titelblatt des Librettos, Wien 1767

- 09. September: Partenope von Johann Adolph Hasse, eine festa teatrale in zwei Akten mit einem Libretto von Pietro Metastasio, wird in der Vertonung anlässlich der Verlobung König Ferdinands IV. von Neapel mit Erzherzogin Maria Josepha von Österreich in Wien erstmals aufgeführt. Metastasio hat den Auftrag für seine letzte Serenata nur widerwillig angenommen, weil er sich eigentlich schon zur Ruhe setzen wollte.
- 28. September: Uraufführung der komischen Oper Le double déguisement von François-Joseph Gossec an der Comédie Italienne in Paris
- 26. Dezember: Die Oper Alceste von Christoph Willibald Gluck auf ein Libretto von Ranieri de’ Calzabigi hat in Wien in italienischer Sprache ihre Uraufführung.

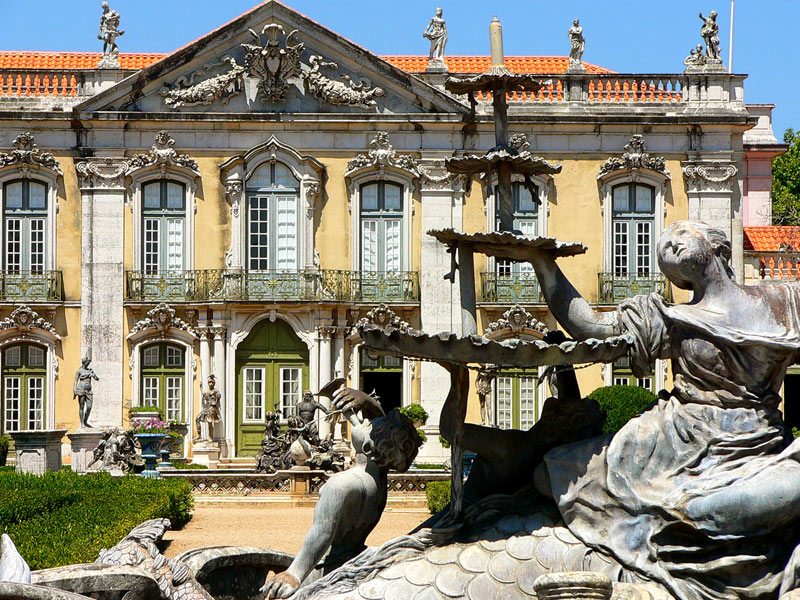
Palácio Nacional de Queluz

- Davide Perez’ L’isola disabitata mit einem Libretto von Pietro Metastasio hat ihre Uraufführung am Palácio Queluz bei Lissabon.

### Sonstiges
- In Paris erscheinen die ersten Instrumentalwerke Luigi Boccherinis im Druck: die Streichquartette op. 2 und die Streichtrios op. 1 (komponiert 1760–61). Boccherini selber erreicht die französische Hauptstadt zusammen mit dem Violinisten Filippo Manfredi gegen Ende des Jahres 1767.[1]

## Gründungen
- Gründung der Glockengießerei Pühler, der ersten von vier Glockengießereien der Herrnhuter Brüdergemeine.

## Geboren
- 06. Januar (getauft): Gaspar Smit, spanischer Komponist und Organist († 1819)
- 14. Januar: Friedrich Jonas Beschort, hessischer Sänger und Schauspieler aus der Schröderschen und Ifflandschen Schule († 1846)
- 27. April: Andreas Romberg, deutscher Violinist, Dirigent und Komponist († 1821)
- 24. Mai: Ferdinand Fränzl, deutscher Geiger, Komponist, Dirigent, Opernregisseur, Konzertmeister und Musikdirektor († 1833)
- 24. Mai: Joseph Ignaz Schnabel, schlesischer Komponist und Domkapellmeister zu Breslau († 1831)
- 25. Mai: Friedrich Eck, deutscher Komponist († 1838)
- 28. Mai: Juliane Pappritz, deutsche Sängerin, Mitbegründerin der Berliner Singakademie und Noten-Kopistin († 1806)
- 26. Juni: Katharina Kainz, deutsche Sängerin († 1836)
- 01. September: Cecilia Maria Barthélemon, englische Sängerin, Komponistin, Pianistin und Organistin († 1869)
- 17. September: Henri Montan Berton, französischer Komponist († 1844)
- 22. September: José Maurício Nunes Garcia, brasilianischer Komponist († 1830)
- 11. oder 12. November: Bernhard Romberg, deutscher Cellist und Komponist († 1841)
- 28. November: Christiane Schumann, Mutter des Komponisten Robert Schumann († 1836)
- 13. Dezember: August Eberhard Müller, deutscher Komponist und Thomaskantor († 1817)
- 30. Dezember: Mathieu-Jean-Baptiste Nioche de Tournay, französischer Textdichter und Dramatiker († 1844)

## Gestorben

### Todesdatum gesichert
- Anfang des Jahres: Bertin Quentin, französischer Violinist und Komponist (* vor 1690)

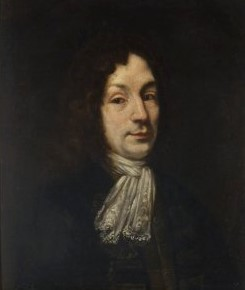
Luca Antonio Predieri; † 3. Januar

- 03. Januar: Luca Antonio Predieri, italienischer Komponist und Violinist (* 1688)
- 09. Januar: Francesca Bertolli, italienische Opernsängerin (* um 1710)
- 01. Februar: Gottfried Kleiner, deutscher evangelischer Geistlicher und Kirchenlieddichter (* 1691)
- 15. März: Johann Carl Sigmund Haussdörffer, württembergischer Orgelbauer (* 1714)
- 15. Mai: Franz Gottlieb Spöckner, Salzburger Tänzer und höfischer Tanzmeister (* 1705)
- 24. Juni: Johan Henrik Freithoff, dänisch-norwegischer Komponist, Violinist und Beamter (* 1713)
- 25. Juni: Georg Philipp Telemann, deutscher Komponist (* 1681)
- 03. Juli: Matthew Dubourg, irischer Violinvirtuose und Komponist (* 1703)
- 28. August: Johann Schobert, deutscher Komponist, Pianist und Cembalist (* um 1720)
- 19. September: Johann Peter Migendt, deutscher Orgelbauer (* 1703)
- 23. Dezember: Johann Georg Aichgasser, oberschwäbischer Orgelbauer (* 1701)
- 27. Dezember: Johann Wilhelm Meyer, Schweizer reformierter Geistlicher und Kirchenlieddichter (* 1690)
- Ende des Jahres (begraben am 1. Januar 1768): Jan Lauwryn Krafft, Brüsseler Kupferstecher, Radierer, Formschneider, Schriftsteller, Verleger und Sänger (* 1694)

### Genaues Todesdatum unbekannt
- Pere Rabassa, katalanischer Kapellmeister, Musikwissenschaftler und Komponist (* 1683)
- Jean-Baptiste Salomon, französischer Geigenbauer (* 1713)